# 제7회 전국동시지방선거 더불어민주당 후보 경선
대한민국 제7회 지방 선거 더불어민주당 후보 경선은 대한민국 제7회 지방 선거를 위해 더불어민주당의 후보를 선출하는 절차를 말한다.

## 광역자치단체장
| 광역자치단체장     | 더불어민주당 후보 | 선출 방식 |
| ------------------ | ----------------- | --------- |
| 서울특별시장       | 박원순            | 경선      |
| 부산광역시장       | 오거돈            | 단수 추천 |
| 대구광역시장       | 임대윤            | 경선      |
| 인천광역시장       | 박남춘            | 경선      |
| 광주광역시장       | 이용섭            | 경선      |
| 대전광역시장       | 허태정            | 경선      |
| 울산광역시장       | 송철호            | 단수 추천 |
| 세종특별자치시장   | 이춘희            | 단수 추천 |
| 경기도지사         | 이재명            | 경선      |
| 강원도지사         | 최문순            | 단수 추천 |
| 충청북도지사       | 이시종            | 경선      |
| 충청남도지사       | 양승조            | 경선      |
| 전라북도지사       | 송하진            | 경선      |
| 전라남도지사       | 김영록            | 경선      |
| 경상북도지사       | 오중기            | 단수 추천 |
| 경상남도지사       | 김경수            | 전략 공천 |
| 제주특별자치도지사 | 문대림            | 경선      |

### 서울특별시장
|                        |                                                                             | |
| 제35·36대 서울특별시장 | 제17·19·20대 국회의원 제5대 더불어민주당 원내대표 제2대 민주통합당 최고위원 | 제17·18·19·20대 국회의원 더불어민주당 비상대책위원회 위원 제2대 새정치민주연합 원내대표 새정치민주연합 국민공감혁신위원장 국회 법제사법위원회 위원장 국회 국정조사특별위원회 위원 |

| 순위 | 이름   | 득표율 |
| ---- | ------ | ------ |
| 1    | 박원순 | 66.3%  |
| 2    | 박영선 | 19.6%  |
| 3    | 우상호 | 14.1%  |
| 합계 |        |        |

### 인천광역시장
|                                                       |                                          |                                    |
| 제31대 국회사무총장 제17대 국회의원 국회의장 비서실장 | 제19·20대 국회의원 더불어민주당 최고위원 | 제5·6대 부평구청장 제17대 국회의원 |

| 순위 | 이름   | 득표율 |
| ---- | ------ | ------ |
| 1    | 박남춘 | 57.3%  |
| 2    | 김교흥 | 26.3%  |
| 3    | 홍미영 | 16.4%  |
| 합계 |        |        |

### 경기도지사
|                    |                                                                                         |                    |
| 제19·20대 성남시장 | 제19·20대 국회의원 더불어민주당 최고위원 대통령비서실 민정수석 국회 법제사법위원회 간사 | 제16·17대 광명시장 |

| 순위 | 이름   | 득표율 |
| ---- | ------ | ------ |
| 1    | 이재명 | 60.0%  |
| 2    | 전해철 | 36.8%  |
| 3    | 양기대 | 3.3%   |
| 합계 |        |        |

### 강원도지사
|                                                          |
| 제36·37대 강원도지사 제18대 국회의원 제16대 MBC 대표이사 |

### 대전광역시장
|                                    |                          |                                 |
| 청와대 제도개선비서관실 선임행정관 | 제17·18·19·20대 국회의원 | 제11·12대 대전광역시 유성구청장 |

| 순위 | 이름   | 1차 투표 | 2차 투표 |
| 순위 | 이름   | 득표율   | 득표율   |
| ---- | ------ | -------- | -------- |
| 1    | 허태정 | 42.5%    | 54.0%    |
| 2    | 박영순 | 30.6%    | 46.0%    |
| 3    | 이상민 | 26.9%    | 탈락     |
| 합계 |        |          |          |

### 세종특별자치시장
|                                                                              |
| 제2대 세종특별자치시장 제1대 행정중심복합도시건설청장 제12대 건설교통부 차관 |

### 충청남도지사
|                                  |                                                     |
| 제5·6대 아산시장 제17대 국회의원 | 제17·18·19·20대 국회의원 국회 보건복지위원회 위원장 |

| 순위 | 이름   | 득표율 |
| ---- | ------ | ------ |
| 1    | 양승조 | 53.2%  |
| 2    | 복기왕 | 46.8%  |
| 합계 |        |        |

### 충청북도지사
|                          |                                                                                           |
| 제17·18·19·20대 국회의원 | 제33·34대 충청북도지사 제17·18대 국회의원 제22·28·29·30대 충주시장 제35대 강원도 영월군수 |

| 순위 | 이름   | 득표율 |
| ---- | ------ | ------ |
| 1    | 이시종 | 63.5%  |
| 2    | 오제세 | 36.5%  |
| 합계 |        |        |

### 광주광역시장
|                                              |                                        | |
| 제17·18·19대 국회의원 민주통합당 前 최고위원 | 더불어민주당 최고위원 삼성전자 前 상무 | 대통령직속 일자리위원회 부위원장 제18·19대 국회의원 제14대 건설교통부 장관 제8대 행정자치부 장관 제14대 국세청장 제19대 관세청장 |

| 순위 | 이름   | 득표율 |
| ---- | ------ | ------ |
| 1    | 이용섭 | 52.9%  |
| 2    | 강기정 | 32.2%  |
| 3    | 양향자 | 14.9%  |
| 합계 |        |        |

### 전라남도지사
|                                                                               |                                  |                                           |
| 제3대 농림축산식품부 장관 제18·19대 국회의원 더불어민주당 수석대변인 완도군수 | 제19대 국회의원 제3·4대 나주시장 | 제16·17대 전라남도 교육감 순천대학교 총장 |

| 순위 | 이름   | 1차 투표 | 2차 투표 |
| 순위 | 이름   | 득표율   | 득표율   |
| ---- | ------ | -------- | -------- |
| 1    | 김영록 | 40.9%    | 61.9%    |
| 2    | 장만채 | 32.5%    | 38.1%    |
| 3    | 신정훈 | 26.6%    | 탈락     |
| 합계 |        |          |          |

### 전라북도지사
|                                             |                                        |
| 더불어민주당 최고위원 제17·18·19대 국회의원 | 제34대 전라북도지사 제36·37대 전주시장 |

| 순위 | 이름   | 득표율 |
| ---- | ------ | ------ |
| 1    | 송하진 | 56.9%  |
| 2    | 김춘진 | 43.1%  |
| 합계 |        |        |

### 부산광역시장
|                                              |
| 제8대 동명대학교 총장 제13대 해양수산부 장관 |

### 대구광역시장
|                         |                               |                                                     |
| 국무총리비서실 민정실장 | 국회의장비서실 정무수석비서관 | 더불어민주당 최고위원 제22·23대 대구광역시 동구청장 |

| 순위 | 이름   | 1차 투표 | 2차 투표 |
| 순위 | 이름   | 득표율   | 득표율   |
| ---- | ------ | -------- | -------- |
| 1    | 임대윤 | 49.1%    | 56.5%    |
| 2    | 이상식 | 31.6%    | 43.5%    |
| 3    | 이승천 | 19.3%    | 탈락     |
| 합계 |        |          |          |

### 울산광역시장
|                                                                    |
| 대통령직속 국가균형발전위원회 고문 제7대 국민고충처리위원회 위원장 |

### 경상남도지사
|                 |
| 제20대 국회의원 |

### 경상북도지사
|                                    |
| 청와대 균형발전비서관실 선임행정관 |

### 제주특별자치도지사
|                                             |                             |
| 더불어민주당 최고위원 제17·18·19대 국회의원 | 대통령비서실 제도개선비서관 |

| 순위 | 이름   | 득표율 |
| ---- | ------ | ------ |
| 1    | 문대림 | 56.3%  |
| 2    | 김우남 | 43.7%  |
| 합계 |        |        |

## 같이 보기
- 대한민국 제7회 지방 선거
- 대한민국 제7회 지방 선거 자유한국당 후보 경선
- 대한민국 제7회 지방 선거 바른미래당 후보 경선
- 대한민국 제7회 지방 선거 민주평화당 후보 경선
- 대한민국 제7회 지방 선거 정의당 후보 경선